# Калиновка (Студенянская сельская община)
Калиновка (укр. Калинівка) — село на Украине, находится в Студенянской сельской общине Винницкой области.
Код КОАТУУ — 0523283204. Население по переписи 2001 года составляет 38 человек. Почтовый индекс — 24710. Телефонный код — 4349.
Занимает площадь 0,148 км².

## Галерея

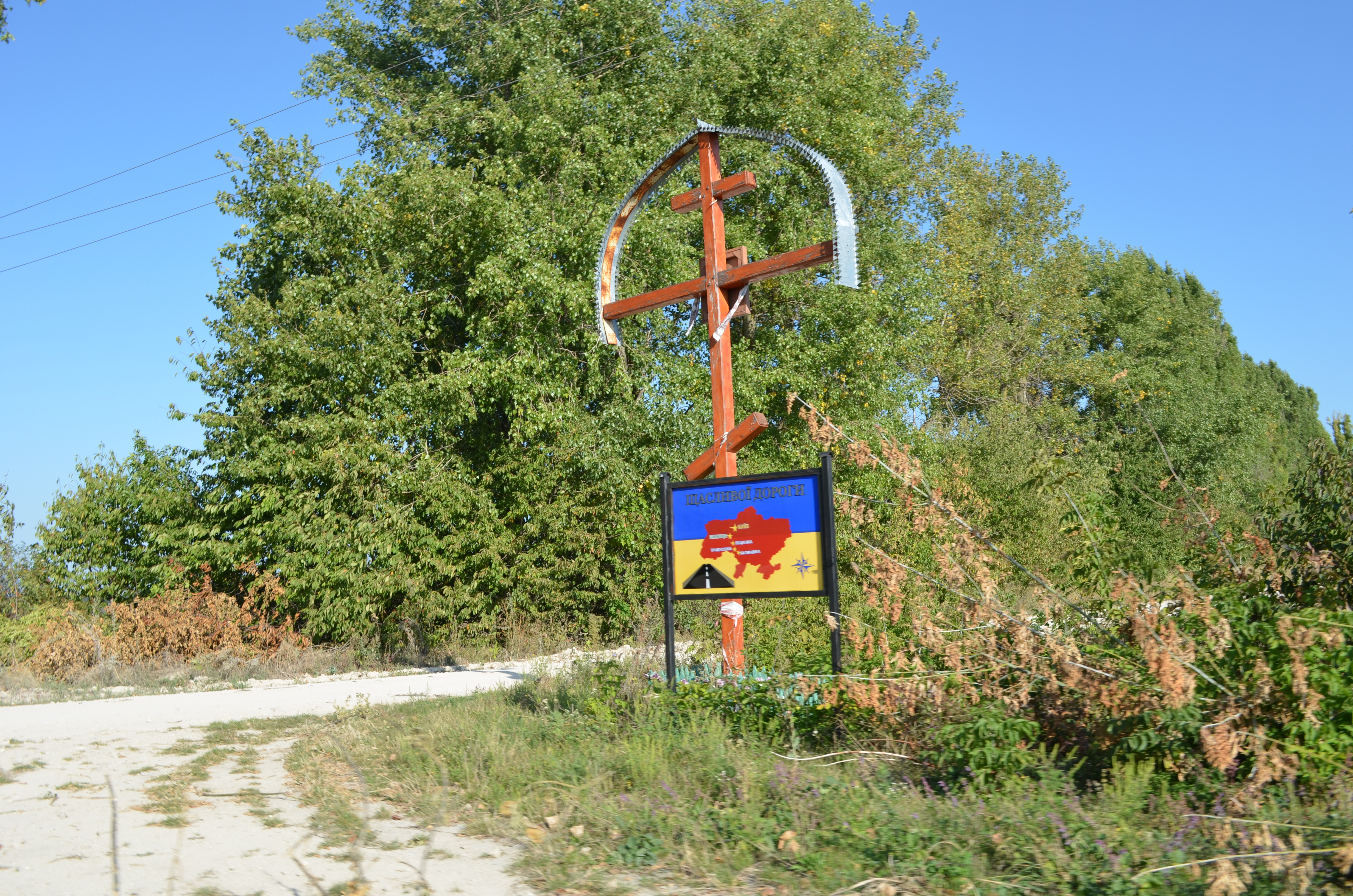
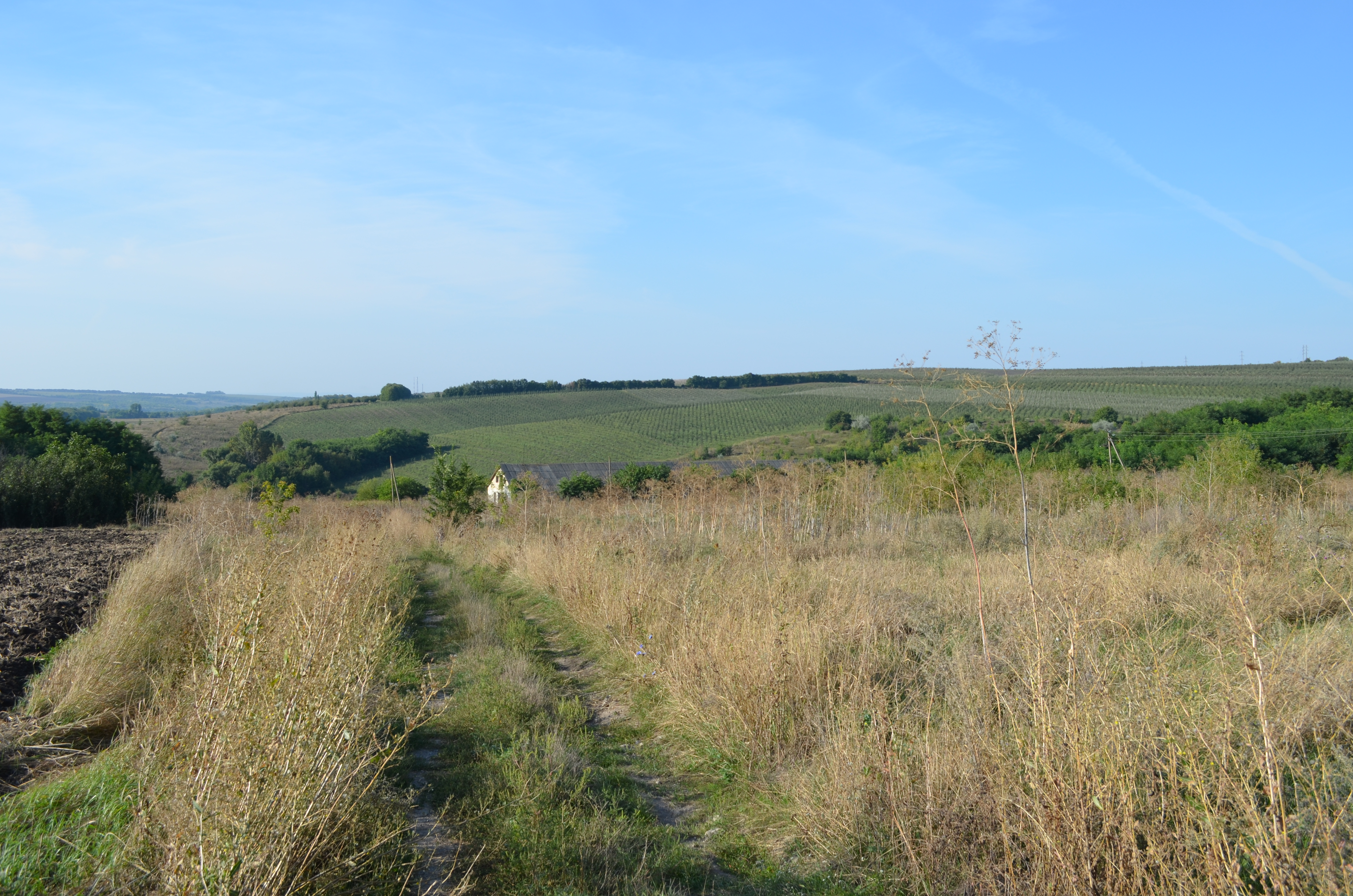
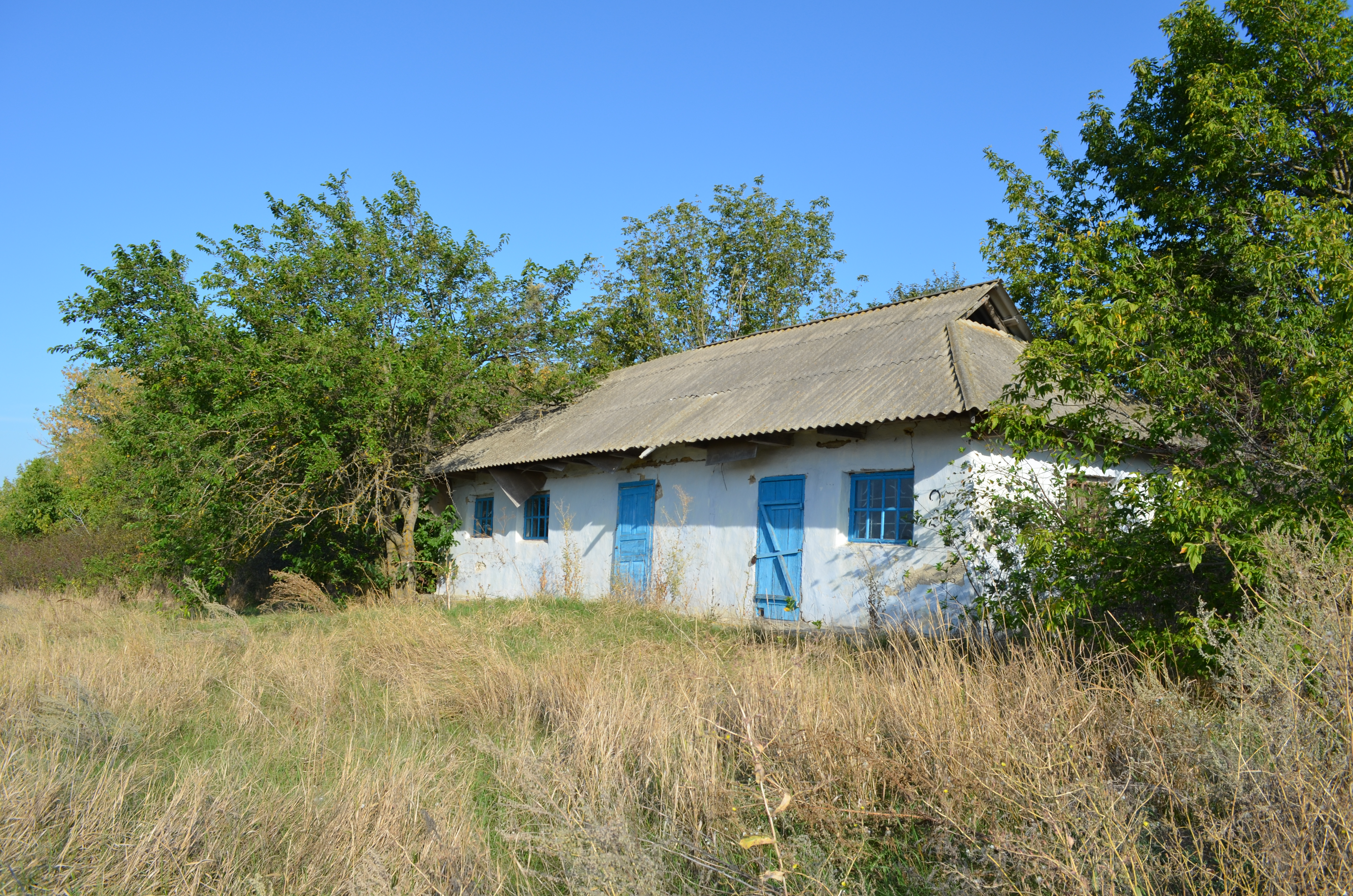